# Luftkrieg und Literatur
Luftkrieg und Literatur ist eine literaturhistorische Studie des Schriftstellers und Literaturwissenschaftlers W. G. Sebald.

## Entstehung
Das 1999 publizierte Buch basiert im Wesentlichen auf Vorlesungen, die W. G. Sebald im Spätherbst 1997 im Zürcher Puppentheater gehalten hat. Es ging dabei um die Frage, ob sich die deutsche Literatur ausreichend und angemessen mit dem Thema der alliierten Flächenbombardements im Zweiten Weltkrieg auseinandergesetzt hat, was Sebald anzweifelte. Es sprach von einem gesellschaftlichen Tabu. Schon diese erste Präsentation seiner Thesen fand ein großes Echo. In der Schweiz warf Andreas Isenschmid unter der Überschrift „Deutschlands schandbares Familiengeheimnis“ (eine Formulierung von Sebald) die Frage auf, ob es sich bei der Poetikvorlesung um eine „Ästhetisierung deutscher Opfererfahrung“ handle; er kam zu dem Schluss, dass Sebald kein deutscher Revisionist sei: „Er hat in seinen ersten vier erzählenden Büchern von deutscher Schuld und jüdischem Leiden geschrieben. Er hielt es in diesen Büchern mit den Toten. Und er tut es, ohne jeden falschen Ton, auch in seinem neuen Text.“ In Deutschland wurde erstmals im Januar 1998 im „Spiegel“ über Sebalds Vorlesung berichtet. Das große publizistische Interesse bewog den Autor, seine Überlegungen später in Buchform vorzulegen, wobei er zusätzlich auf die öffentlichen Reaktionen und auf Briefe einging, die ihn erreicht hatten.

## Inhalt
Der Hauptteil des Buches besteht aus den drei Vorlesungen, die für die Buchfassung erweitert wurden. So wird u. a. auch der Roman Vergeltung von Gert Ledig aus dem Jahr 1956 berücksichtigt, der in Zürich nicht erwähnt worden war. Sebalds Kernthese lautet: „Gewiß gibt es den einen oder anderen einschlägigen Text, doch steht das wenige uns in der Literatur Überlieferte sowohl in quantitativer als auch in qualitativer Hinsicht in keinem Verhältnis zu den extremen kollektiven Erfahrungen jener Zeit.“ Die Nachgeborenen könnten sich anhand der „Zeugenschaft der Schriftsteller“ kaum ein Bild vom Verlauf, vom Ausmaß und von den Folgen „der durch den Bombenkrieg über Deutschland gebrachten Katastrophe“ machen. Er beklagte die „Unfähigkeit einer ganzen Generation deutscher Autoren, das, was sie gesehen hatten, aufzuzeichnen und einzubringen in unser Gedächtnis“. In der Buchausgabe hat Sebald – wie in anderen seiner Werke – Bildmaterial einbezogen. Hinzugekommen ist außerdem ein kritischer Essay über den Schriftsteller Alfred Andersch.

## Rezeption
Bald nach Erscheinen des „Spiegel“-Artikels folgte noch im Januar 1998 eine Debatte in der „FAZ“. Zunächst bekräftigte Frank Schirrmacher Sebalds Sicht auf die deutsche Nachkriegsliteratur: „Die Beschreibung von Bombenkrieg und Vertreibung“ stehe bis heute unter Entlastungsverdacht. Klaus Harpprecht erwiderte: „Das Schweigen verbarg vielleicht eine Scham, die kostbarer ist als alle Literatur.“ Der Schriftsteller Maxim Biller vertrat die Ansicht, dass die wahre Katastrophe für die deutsche Nachkriegsliteratur nicht so sehr in den Lügen und dem Schweigen der Vätergeneration bestehe, sondern darin, „daß die Söhne schon bald von den Vätern das Lügen, das Schweigen und das Danebenstehen gelernt haben“. Gustav Seibt stellte in der „Berliner Zeitung“ fest: „Die Debatte darüber wog im Januar hin und her, und ihr vorläufiges Ergebnis ist eine gar nicht so kleine Liste von vergessenen Büchern, in denen der Luftkrieg eben doch vorkommt.“ Sebald selbst sah die Möglichkeit, wie er Anfang 2000 in einem Interview sagte, dass sich die von ihm behauptete Lücke noch schließen lasse: „Das halte ich für möglich. Ich halte es sogar für richtig. Fünfzig Jahre sind gar nicht so viel.“
Nach Ansicht von Silke Horstkotte belegt jedoch die eindrucksvolle Auflistung literarischer Werke im ersten Teil von Volker Hages Zeugen der Zerstörung einmal mehr, dass – entgegen Sebalds Thesen – der Bombenkrieg auf deutsche Städte sehr wohl in einer Fülle literarischer Werke verarbeitet worden sei.